# Maďarizace
Maďarizace či hungarizace, neboli pomaďarštění, je proces, kdy je něco asimilováno či pohlcováno maďarskou identitou nebo jazykem.
Pojem maďarizace v užším smyslu (v protikladu proti maďarizaci jako přirozené asimilaci) byla v historickém ohledu chápána jako státem požadovaná cílená a později také zcela otevřená snaha o více či méně násilnou přeměnu nemaďarského obyvatelstva v Uhersku v součást maďarského národa.
Vyjádřeno v počtech se maďarizace projevovala tak, že podíl maďarského obyvatelstva v Uherském království dle oficiálně uvedených počtů stoupl z cca 29 % v roce 1780 na 54 % v roce 1910. Nespokojenost, již vyvolal tento proces u nemaďarského obyvatelstva v Uherském království, byla v roce 1918 jednou z hlavních příčin jeho pádu.

## Terminologie
V maďarštině není rozdílu mezi výrazem „maďarský“ (maď.: magyar) a „uherský“ (něm. ungarisch, angl. Hungarian, franc. hongrois apod.). Ačkoli by se v češtině (podobně jako v němčině) výrazu „uherský“ mělo používat spíše ve významu Uherského království (tedy země, území) a výrazu „maďarský“ ve smyslu etnickém (tedy maďarské etnikum), ve skutečnosti, tak jako je tomu podobně jako v dalších zemích Evropy (srov. např.: anglický a britský nebo německé „böhmisch“ a „tschechisch“), jsou oba výrazy téměř shodné.

## Historie
Přeměna národů Uherského království na etnické Maďary probíhala zčásti (především z německojazyčného obyvatelstva) přirozenou asimilací (maďarizace v širším obecném smyslu), dále také docházelo k přechodu na maďarskou národnost a za druhé k přiznání se k maďarskému národu (národnosti), často však donucením a nuceným úsilím (maďarizace v užším smyslu).[zdroj?]
Časově lze proces zařadit do doby reorganizace uherského stavovského státu v moderní národní stát mezi rokem 1790 a koncem Rakouska-Uherska roku 1918. Byl výsledkem reformních snah Josefa II. (1780–1790), jenž chtěl v tehdejším zaostalém Království Uherském prosadit modernizační reformy (z nichž však téměř všechny musel roku 1790 zrušit). Reformy zahrnovaly též zavedení němčiny coby jednotného úředního jazyka v celé rakouské monarchii (včetně Království uherského) a všech národů v království, aby tak mělo obyvatelstvo přístup ke vzdělání. Obě snahy však byly maďarskou šlechtou přijaty jako přímý spouštěcí mechanismus pro systematickou maďarizaci.
Maďarizace v užším smyslu započala cca v roce 1790 a postupně se zintenzivňovala. První maďarizační zákony byly schváleny v letech 1791 (článek 16) a 1792 (článek 7). Po porážce Maďarské revoluce z let 1848–49 musely být zrušeny, aby později za Rakouska-Uherska (1867–1918) dosáhly svého vrcholu. V 19. století se pak zcela otevřeně diskutovalo, jak by bylo nejúčinněji dosaženo pomaďarštění, zatímco někteří odpůrci byli zatýkáni a množství škol pro nemaďarské obyvatelstvo zavřeno a nahrazeno školami maďarskými. Roku 1907 byl zaveden zákon Lex Apponyi podle tehdejšího ministra kultury hraběte Alberta Apponyiho, jímž se státní kontrola rozšířila na obce a náboženské školy a výuka probíhala v maďarštině.
Přinejmenším případy Kumánů (Kipčaků) nebo Jasetů (či Osetů) lze podle měřítka maďarizace považovat od roku 1876 za úspěšné.
V Maďarsku žije (podle sčítání lidu z roku 2001) 268 935 řeckokatolických křesťanů. Většina z nich (s výjimkou několika tisícovek Rumunů a Ukrajinců) udávají jako svůj etnický původ jako „uherský“. U většiny z nich se jedná o pomaďarštěné Ukrajince, částečně též Rumuny, kteří v průběhu 19. a 20. století jazykově splynuli.[zdroj?] Maďarské řeckokatolické biskupství bylo založeno roku 1912 v Hajdúdorogu a sledovalo cíl, aby nahradilo maďarštinou ukrajinštinu a rumunštinu při bohoslužbě. Sídlo maďarské řeckokatolické církve je dnes ve městě Nyíregyháza.

## Příklady
- Pro maďarizaci na příkladu Chorvatů viz též bán Josip Jelačić
- Pro maďarizaci na příkladu Slováků viz též výňatek Habsburská monarchie v článku Dějiny Slovenska